# Надыров, Шерипжан Марупович
Шерипжан Марупович Надыров (род. 10 мая 1948, Алма-Ата) — учёный в области географии, доктор географических наук, профессор. Первый казахстанский эконом-географ, удостоенный в 2016 году звания Почётного зарубежного члена Ассоциации Российских географов-обществоведов (АРГО).

## Биография
Родился 10 мая 1948 году в городе Алма-Ата.
1966 году окончил среднюю школу № 2 Алма-Аты. С 1966 по 1971 год учился на естественно-географическом факультете КазНПУ им. Абая.
В 1981 году защитил кандидатскую диссертацию на тему «Экономико-географические проблемы формирования и развития Рудно-Алтайского территориально-производственного комплекса» в специализированном совете Ленинградского государственного университета.
В 1995 году защитил докторскую диссертацию на тему «Экономико-географические проблемы трансформации территориальных структур и развитие интеграционных процессов в народном хозяйстве РК и СУ АР КНР» в специализированном совете Института географии Академии наук Азербайджанской Республики.

## Трудовая деятельность
1. 1971—1982 — старший инженер, младший научный сотрудник Сектора географии АН Казахской ССР
2. 1977—1980 — аспирант Института географии АН Казахской ССР
3. 1982—1985 — старший научный сотрудник Сектора (Института) географии АН Казахской ССР
4. 1985—1989 — старший преподаватель кафедры экономической географии КазПИ им. Абая
5. 1989—1996 — старший научный сотрудник отдела экономических и политических отношений Института востоковедения НАН РК
6. 1990—1991 — стажёр-исследователь отдела экономической географии Синьцзянского института географии АН КНР
7. 1996—1998 — заведующий отделом экономических и политических отношений, заместитель директора института востоковедения НАН РК
8. 1998—2000 — заведующий отделом экономической безопасности Казахстанского Института Стратегических Исследований при Президенте Республики Казахстан
9. 2000—2003 — главный научный сотрудник Института географии Министерства образования и науки Республики Казахстан
10. 2003—2005 — профессор кафедры экономической и социальной географии КазНУ им. Аль-Фараби
11. 2008—2010 — декан географического факультета КазНУ им. Аль-Фараби
12. 2010 — по настоящее время — профессор кафедры географии, землеустройства и кадастра факультета географии и природопользования КазНУ им. Аль-Фараби

## Научная деятельность
Автор более 200 научных статей, 10 монографий и 4 книг. Под его руководством защитили кандидатские диссертации 13 кандидатов наук, 1- доктор наук, 1 доктор PhD и более 50-ти — степени магистра географии.
Область научных исследований Ш. М. Надырова можно разделить на 3 основных направления. Первое направление: «Теоретические проблемы пространственной организации территории, формирование и развитие производственно-территориальных сочетании интегрального типа». Второе направление: «Устойчивое развитие, эколого-экономические проблемы депрессивных территории Республики Казахстан». Третье направление: «Геополитика, международные отношения и проблемы регионального и пространственного развития».
1. Анализ структурных элементов территориально-производственных комплексов низового ранга (на примере Рудно-Алтайского ТПК Каз. ССР, Журнал «Известия АН СССР серия географических наук», Москва, 1981, № 6 (соавтор Двоскин Б. Я.)
2. Монография. Проблемы трансформации территориальных структур регионов закрытого типа и развитие интеграционных процессов (на материалах Казахстана и СУАР КНР) В библ. Указ КазгосИНТИ «Депонированные научные работы», Алматы, 1994, № 2, 8,5 п.л.
3. Статья «Развитие интеграционных связей Казахстана и Синьцзян — Уйгурского Автономного района КНР». Вест. АН КазССР, Алма-Ата, 1989, № 9
4. Статья «Региональные факторы усиления экономической интеграции Казахстана и Синьцзян — Уйгурского Автономного Района КНР» В сб. «Экон.-географические проблемы формирования регионов интенсивной внешнеэкономической деятельности». Новосибирск, 1990.
5. Статья «Основные направления внешнеэкономических связей сопредельных регионов СССР и КНР» Известия Сиб. Отд. АН СССР, серия «Регион: экономика и социология». Новосибирск, 1990, вып. З.
6. Статья «Трансформация территориальных структур и условия формирования экономических зон Казахстана и СУАР» Известия HAH Республики Казахстан, серия обществ. наук, Алматы , 1993, № 6
7. Глава коллективной монографии «Экономическая ситуация в СУАР КНР, особенности регионального развития и их влияния на казахстанско-китайские отношения» Монография «Современный Синьцзян и его место в казахстанско-китайских отношениях» Алматы, 1997
8. Российско-казахстанское сотрудничество: проблемы и перспективы. Журнал «Транзитная экономика», 2000, № 2
9.Водные ресурсы трансграничных рек Центральной Азии как потенциальный источник конфликтов Журнал «Казахстан-спектр Аналитические исследования», 2000 № 2 (в соавторстве с Бердыгуловой Г. Е. и Латыпаевым Ш. Т.)
10.Технология и специфика проведения экспертизы проектов и программ региональных исследований. В сб.: Проблемы научно-технической экспертизы в Казахстане. Алматы, 2001.
11.Геоконфликтология и подходы к совместному использованию водных ресурсов в странах Центральной Азии. В сб.: География, общество, окружающая среда: развитии географии в странах Центральной и Восточной Европы. Калининград, 2001.
12.Экономическая и социальная география зарубежных стран, учебник для 10 класса Максаковский В. П., Надыров Ш. М. Просвещение-Казахстан, Алматы, 2003. (на казахском и русском языке).
13. Политическая география экстремизма. Вестник КазНУ им. аль-Фараби, № 2, 2005.
14. Монография «Пространственная организация территории и расселения населения Республики Казахстан до 2030 года» Астана — 2008. в трёх томах, общий объём 1000 С.
15. Современное состояние пространственной организации территории в контексте решения градостроительных проблем. Журнал «Терра», Алматы, 2010, № 9.
16. Казахстан в системе единого образовательного пространства Евразийского экономического Союза (ЕАЭС). Журнал «География в школах и вузах Казахстана» № 3 (63), Алматы, 2015, с.3-7.
17. Геополитические факторы трансформации ландшафтов Республики Казахстан в условиях территориального перераспределения водных ресурсов (соавтор Гельдыева Г. В.) Водные ресурсы и их использование // Материалы международной научно-практической конференции, посвящённой подведению итогов, объявленного ООН десятилетия «вода для жизни», Алматы, Казахстан, 22-24 сентября 2016 года. Книга 2, Алматы 2016 год, С= 281—287 и др.

## Награды и звания
1. Доктор географических наук (1997)
2. Профессор (2009)
3. Нагрудный знак «За заслуги в развитии науки Республики Казахстан» (2009)
4. Юбилейный медаль «75 лет КазНУ им. Аль-Фараби» (2009)
5. «Лучший преподаватель высшего учебного заведения РК» (2011)
6. Памятная медаль «300 лет Михаилу Васильевичу Ломоносову»
7. Почётный член Ассоциации Российских географов обществоведов (АРГО)